# Zamek w Ustroniu
Zamek w Ustroniu – obiekt wybudowany w miejscowości Ustronie.
Badania archeologiczne potwierdziły istnienie we wsi średniowiecznego zamku. Miał to być niewielki zameczek z drewnianą palisadą na wale ziemnym, otoczonym fosą.